# Josef-der-Arbeiter-Kirche (Breslau)

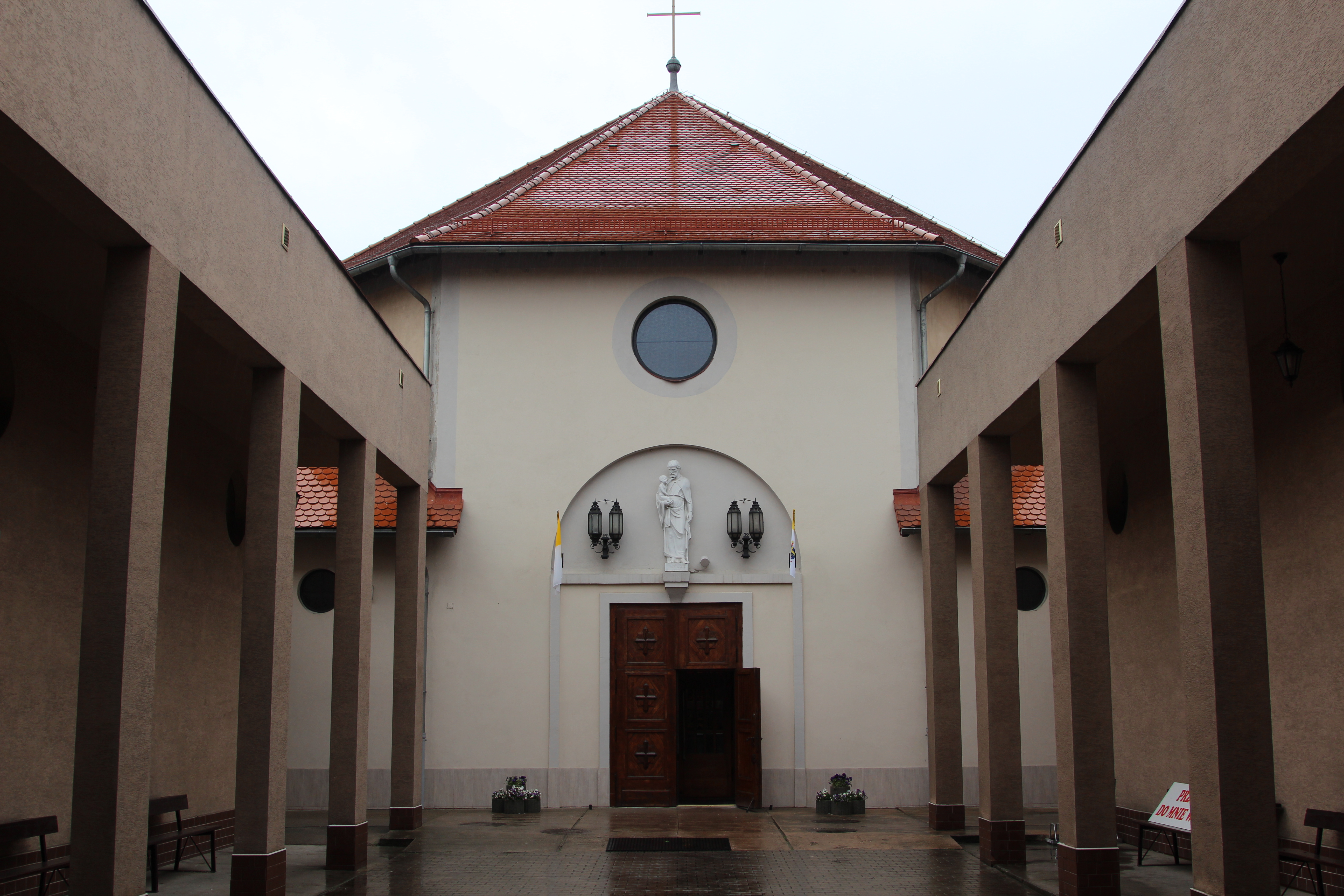
Hauptportal der Kirche

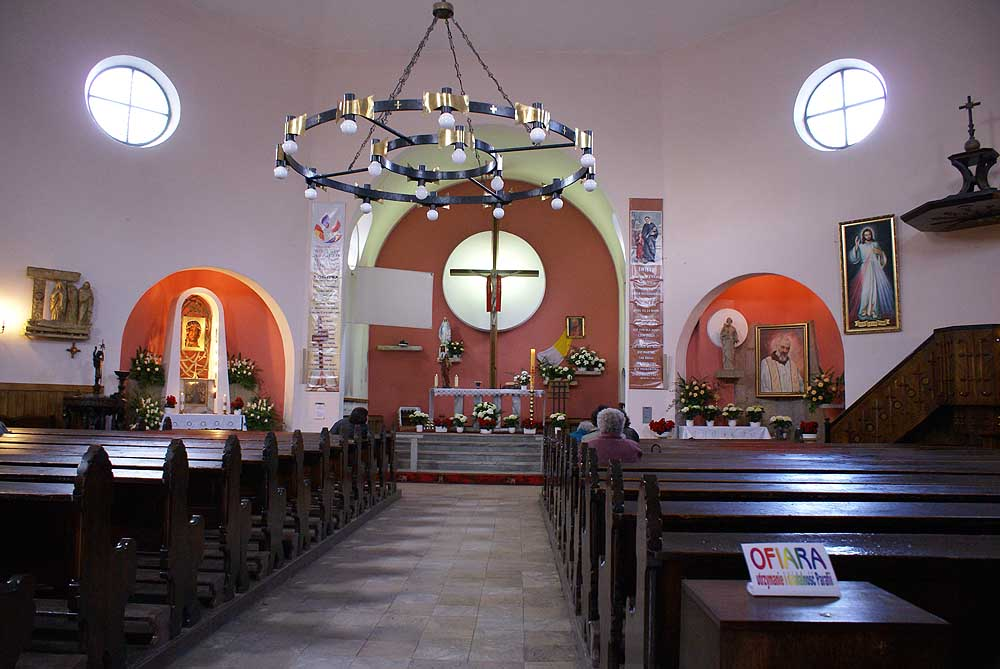
Blick in den Innenraum

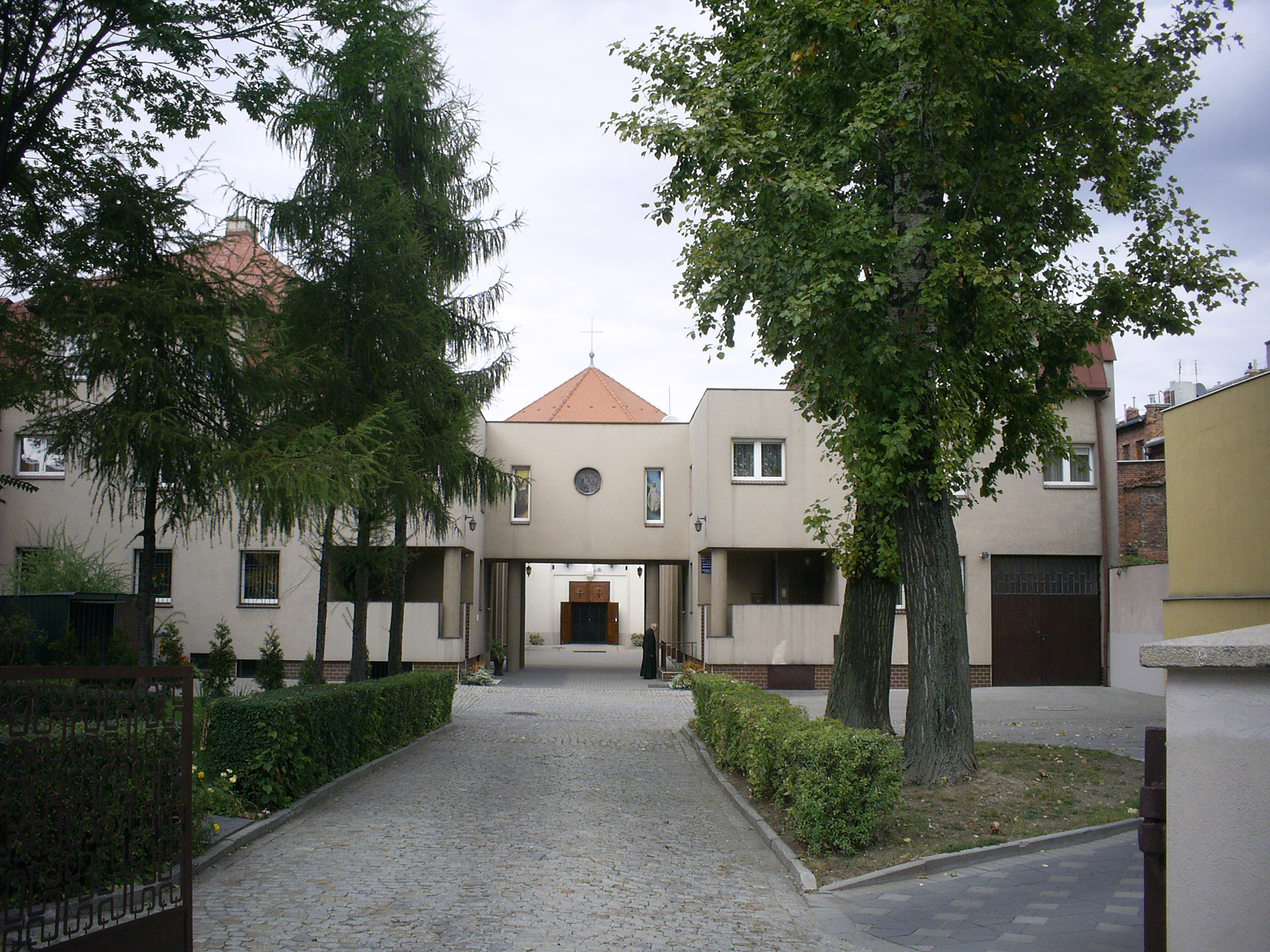
Vorderhäuser mit dem Eingangsbereich zur Kirche

Die Josef-der-Arbeiter-Kirche (polnisch Parafia rzymskokatolicka św. Józefa Rzemieślnika) ist eine römisch-katholische Pfarrkirche in Breslau.

## Geschichte
Der Gedanke, zur Entlastung der Pfarrkirche St. Mauritius und zur besseren seelsorglichen Versorgung der Katholiken in der östlichen Vorstadt an der Ofener Straße eine Kirche zu bauen, geht bis ins Jahr 1916 zurück. Man nahm das Grundstück des Gärtnereibesitzers Richard Senzky in Aussicht, das 80.000 Mark kosten sollte. Der Erwerb verzögerte sich aber durch den Tod des verdienten Ehrendomherrn Wilhelm Velkel und durch die darauf folgende Neubesetzung der Pfarrei von St. Mauritius. Erst Erzpriester Kobel konnte 1917 das Grundstück erwerben, das etwa 1,6 km von St. Mauritius entfernt ist.
Erster Weltkrieg und Inflation verzögerten den Beginn des Kirchbaus. Erst 1928 konnte sich der Kirchenvorstand dem Projekt wieder nähern. Es wurde damals ein Kirchenbauverein gegründet, dessen Vorsitz der Drogeriebesitzer Bruno Sahm übernahm. Übergangsweise wurde in der Aula der Schule Ofener Straße ein Gottesdienstraum eingerichtet.
Wieder vergingen mehrere Jahre, bis 1931 der Architekt Freiherr von Ohlen mit einem Entwurf beauftragt wurde. Dieser hat wegen der eingeengten Lage des Baugrundstücks zwischen einem Feuerwehrhaus auf der einen und einem Fabrikgrundstück auf der anderen Seite den Bau von zwei Vorderhäusern vorgesehen. Erst dahinter liegt die Kirche in Form eines Sechsecks von je 8 m Seitenlänge. In den Vordergebäuden wurden die Wohnung des Geistlichen und die der Klosterschwestern sowie ein Kindergarten untergebracht.
1932 begann man mit dem Kirchbau, den Erzpriester Paul Peikert, der die Mauritiuspfarrei am 28. September 1932 übernahm, vollenden konnte, ohne auf die Gestaltung Einfluss zu haben. Die feierliche Konsekration erfolgte durch Kardinal Adolf Bertram am 25. September 1933.
Die Seelsorge in der bereits 3200 Seelen zählenden Gemeinde übernahm Kuratus Walter Laßmann bis 1947. Die Gesamtbaukosten beliefen sich auf etwa 155.000 Reichsmark. Die Filialgemeinde St. Josef blieb bis 1942 im Pfarrverband von St. Mauritius. Neben Brockau und Klein Tschansch ist St. Josef die dritte Filiale der ausgedehnten Pfarrei St. Mauritius, die 1938 immer noch 15.000 Seelen zählte.
Am 29. März 1945, während der Schlacht um Breslau, wurde die Kirche mit den dazugehörigen Gebäuden von Angehörigen der Deutschen Wehrmacht in Brand gesteckt. Die von Pfarrer Laßmann wiederhergestellte Kirche wurde von Weihbischof Joseph Ferche am 19. März 1946 neu geweiht.